# Ancien cimetière de l'église de la Madeleine
L'ancien cimetière de l'église de la Madeleine est un jardin située à Troyes, en France.

## Localisation
Il entoure le sud et l'est de l'église située à l'angle de la rue Charles-de-Gaulle et l'entrée se fait par la rue Madeleine, sur le territoire de la commune de Troyes dans le département français de l'Aube.

## Historique
Cette église, la plus ancienne de la ville, est d'architecture gothique et a été bâtie au XIIIe siècle pour la nef, reconstruite au XVIe siècle pour le chœur et l'abside et XVIIe siècle pour la tour.
Le cimetière était fermé par une lisse, il est décidé de le faire par un mur et en 1525 la porte monumentale est bâtie. Le cimetière avait un auvent qui faisait le tour du mur extérieur en forme de déambulatoire, la partie proche du chevet servait aux inhumations des enfants et portait le nom de cimetière des innocents. Le déambulatoire a été démoli pour construire une école avant d'être réhabilité en jardin.
Le portait sud donnait directement sur le cimetière, il est en dessous du niveau du sol et est protégé par un auvent.
Il est inscrit pour sa porte au titre des monuments historiques en 1926 avant d'être inscrit en totalité en 2015.

## Images

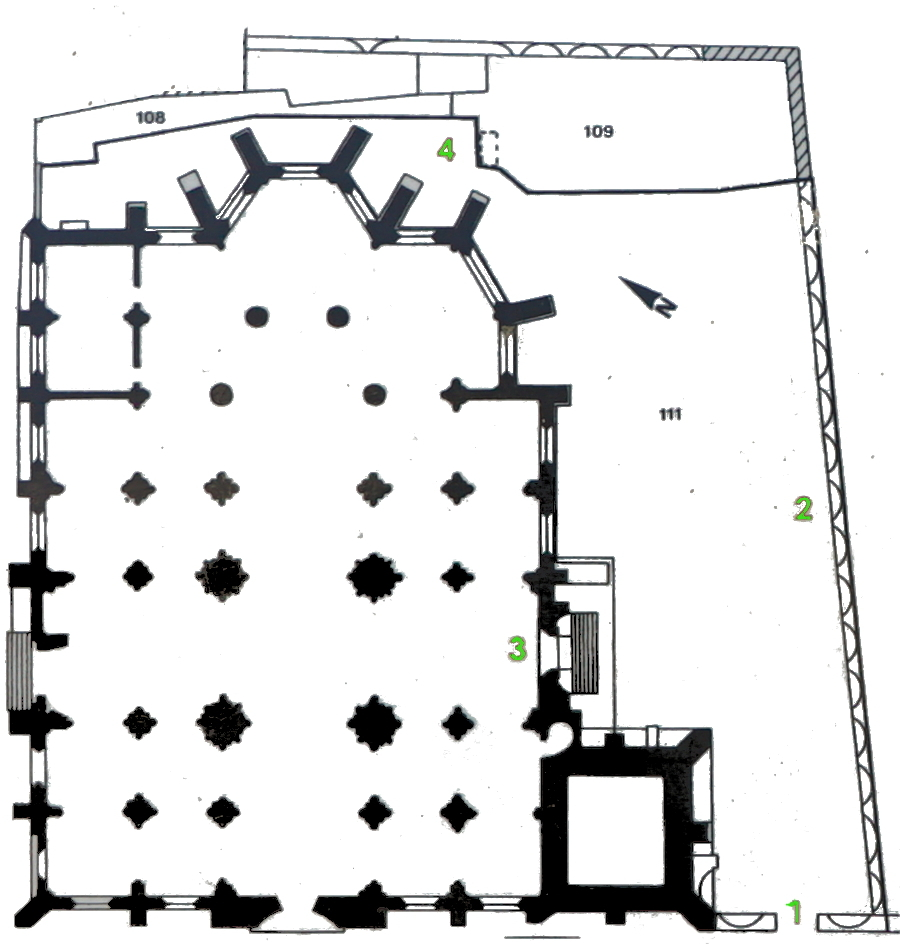
Sur un plan, le cimetière à droite et en haut,
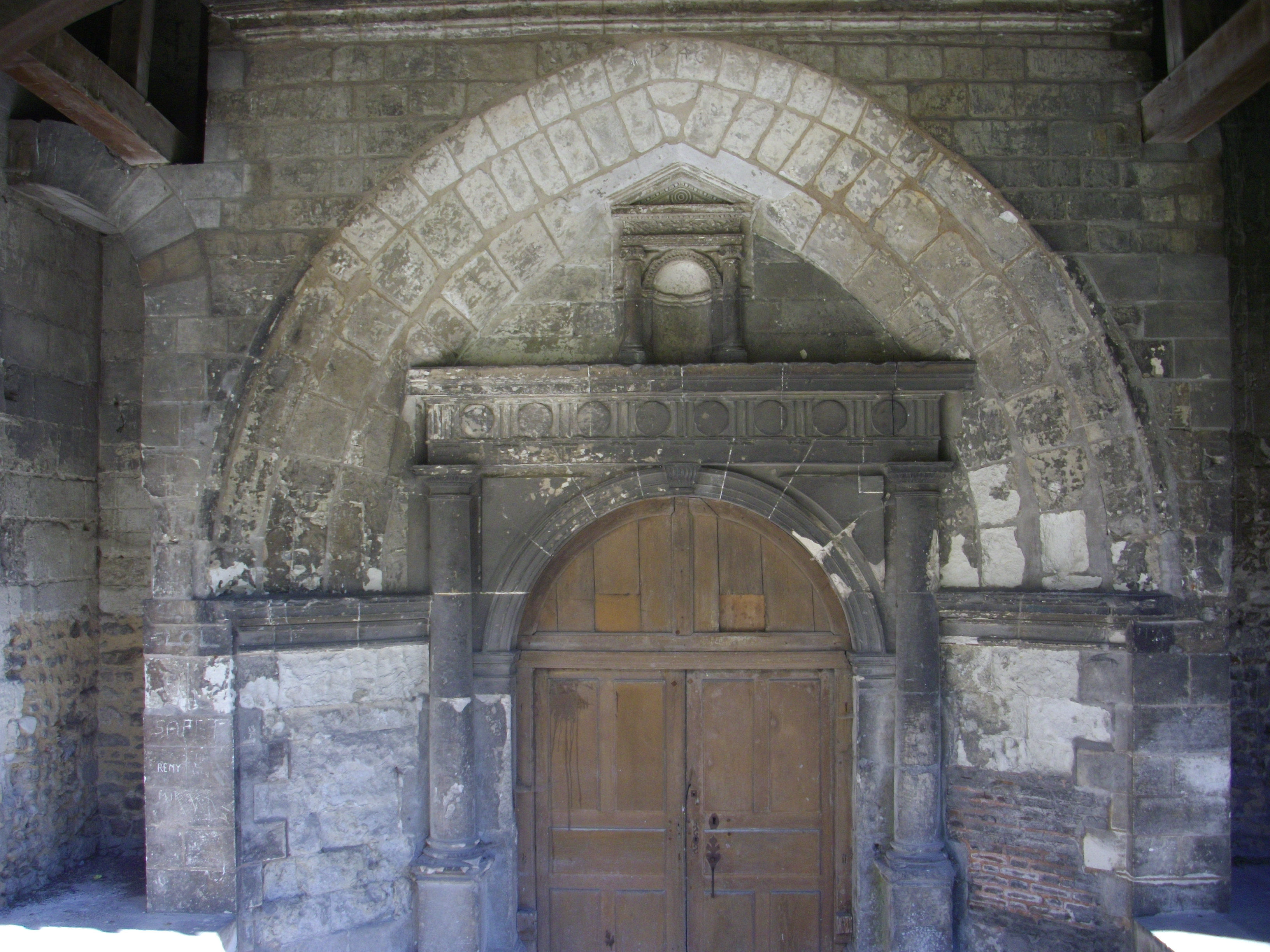
porte méridionale de l'église,
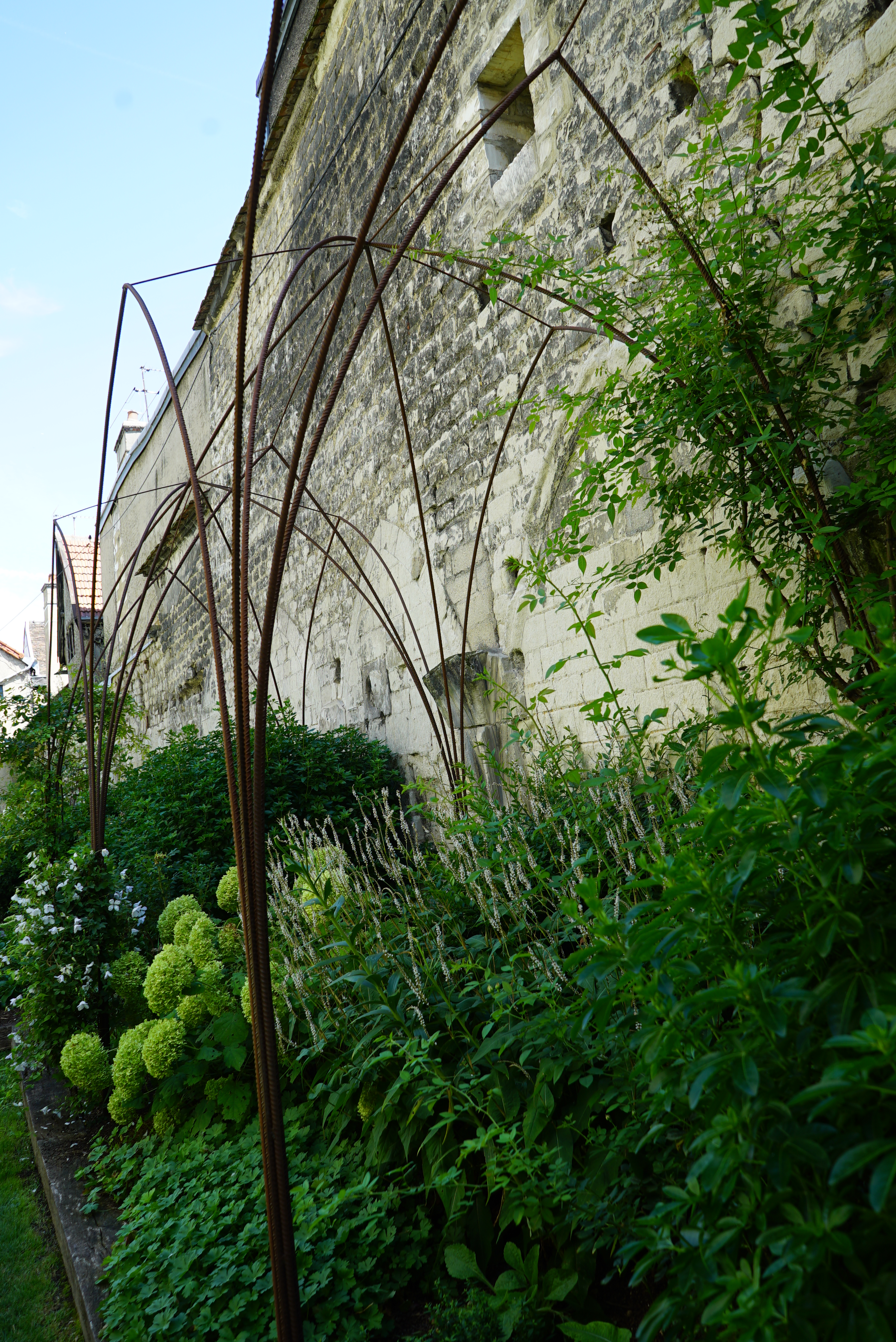
déambulatoire,
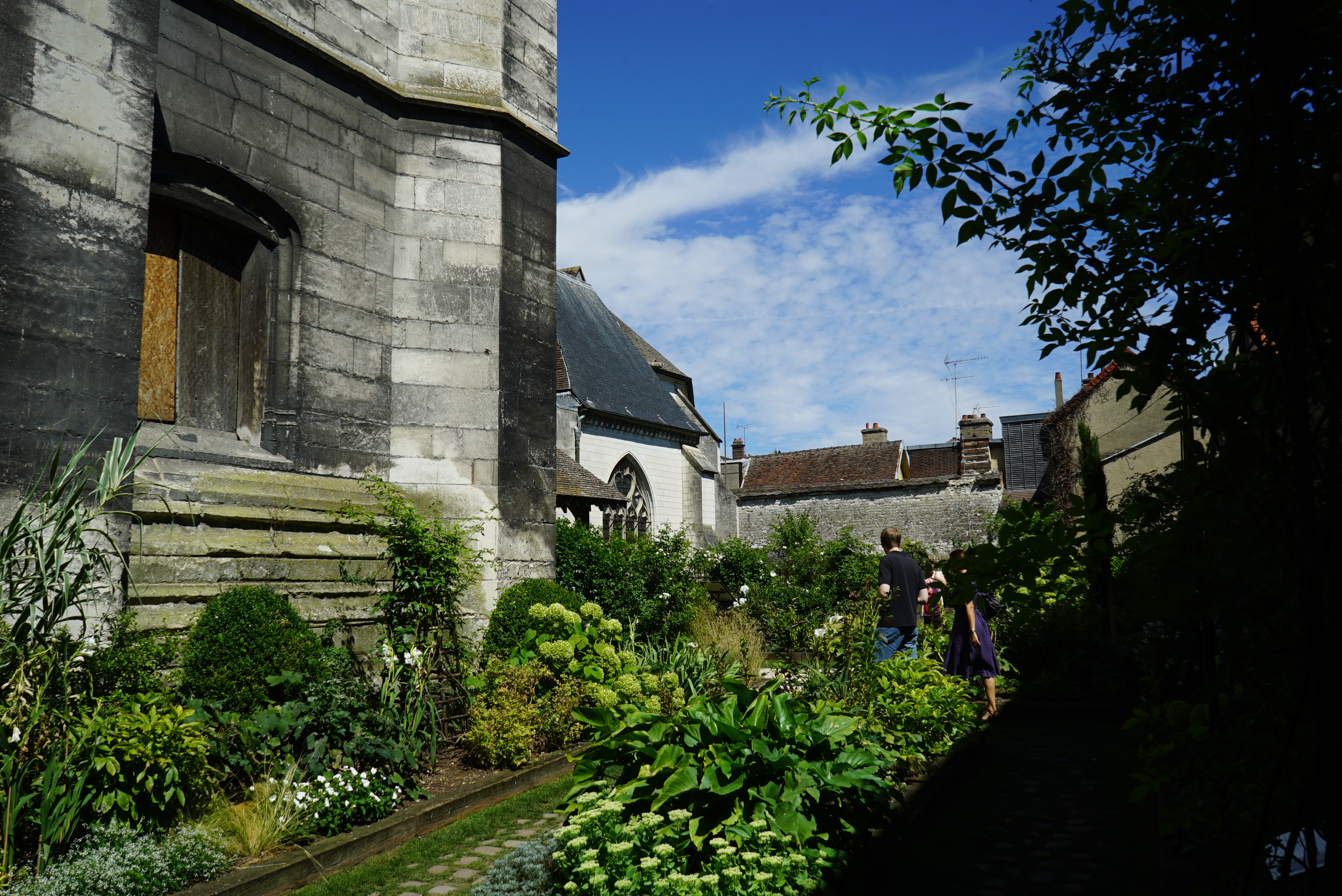
le jardin,

## Décoration de la porte sur la rue
Sur la porte se trouvent encore le F et la salamandre de François Ier. Sur le bandeau se trouvaient des angelots tenant des blasons qui était de la famille Mauroy, les deux figures aux extrémités de ce bandeau, les donateurs ? Il y avait sous l'auvent des consoles armoriées lorsqu'elles étaient le fait de grandes familles locales.

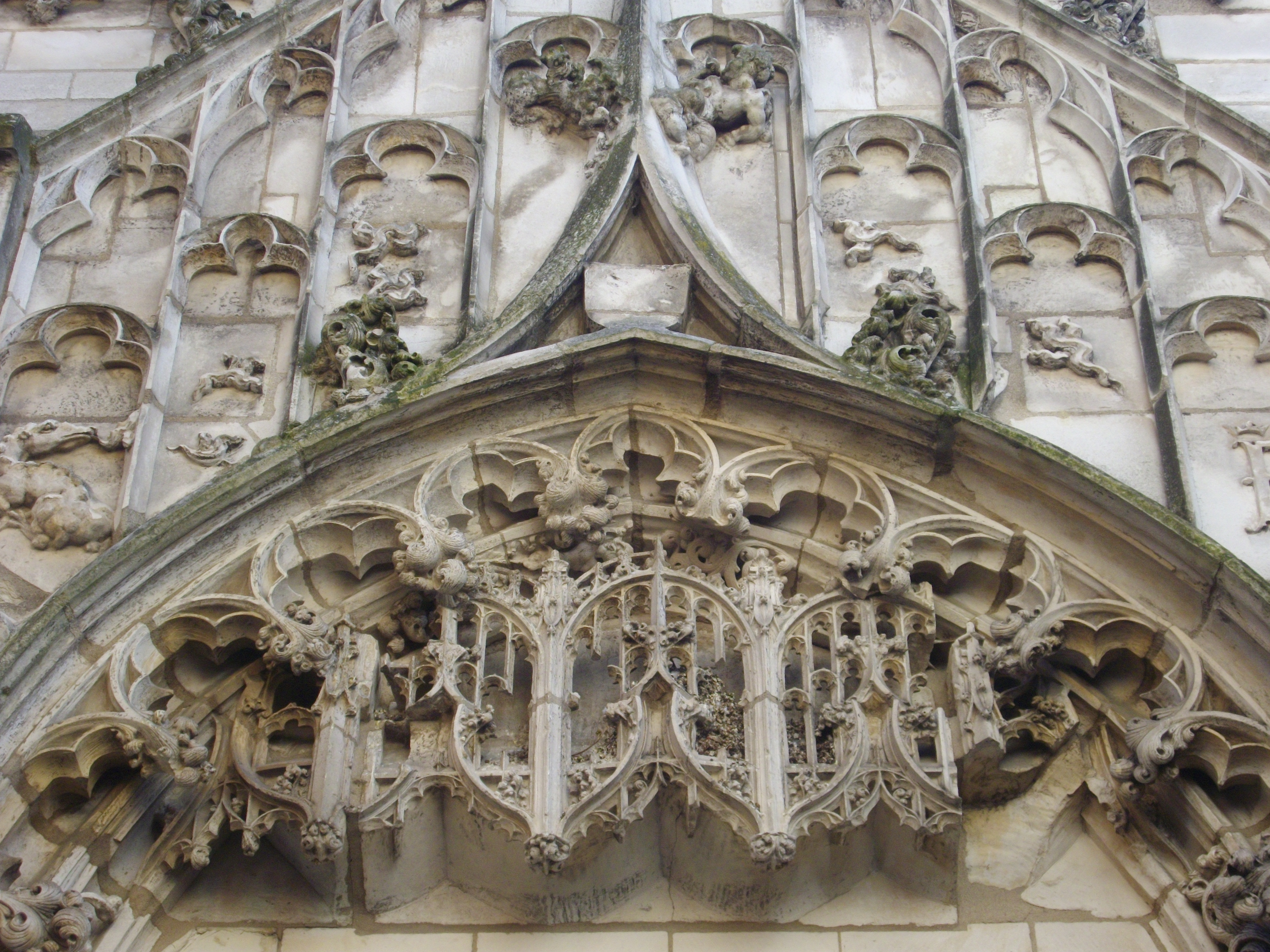
le F à droite et la salamandre à gauche,
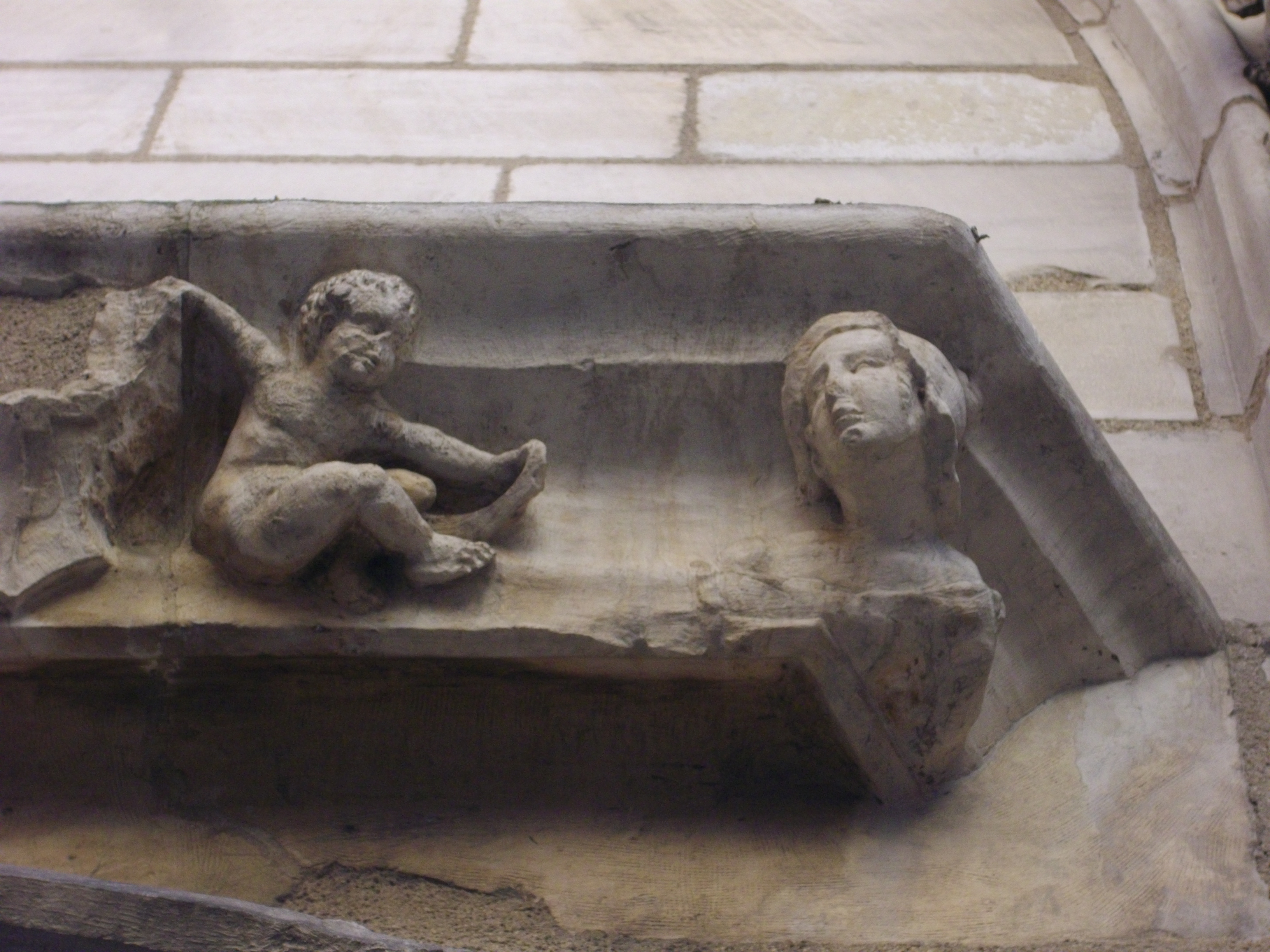
donatrice,
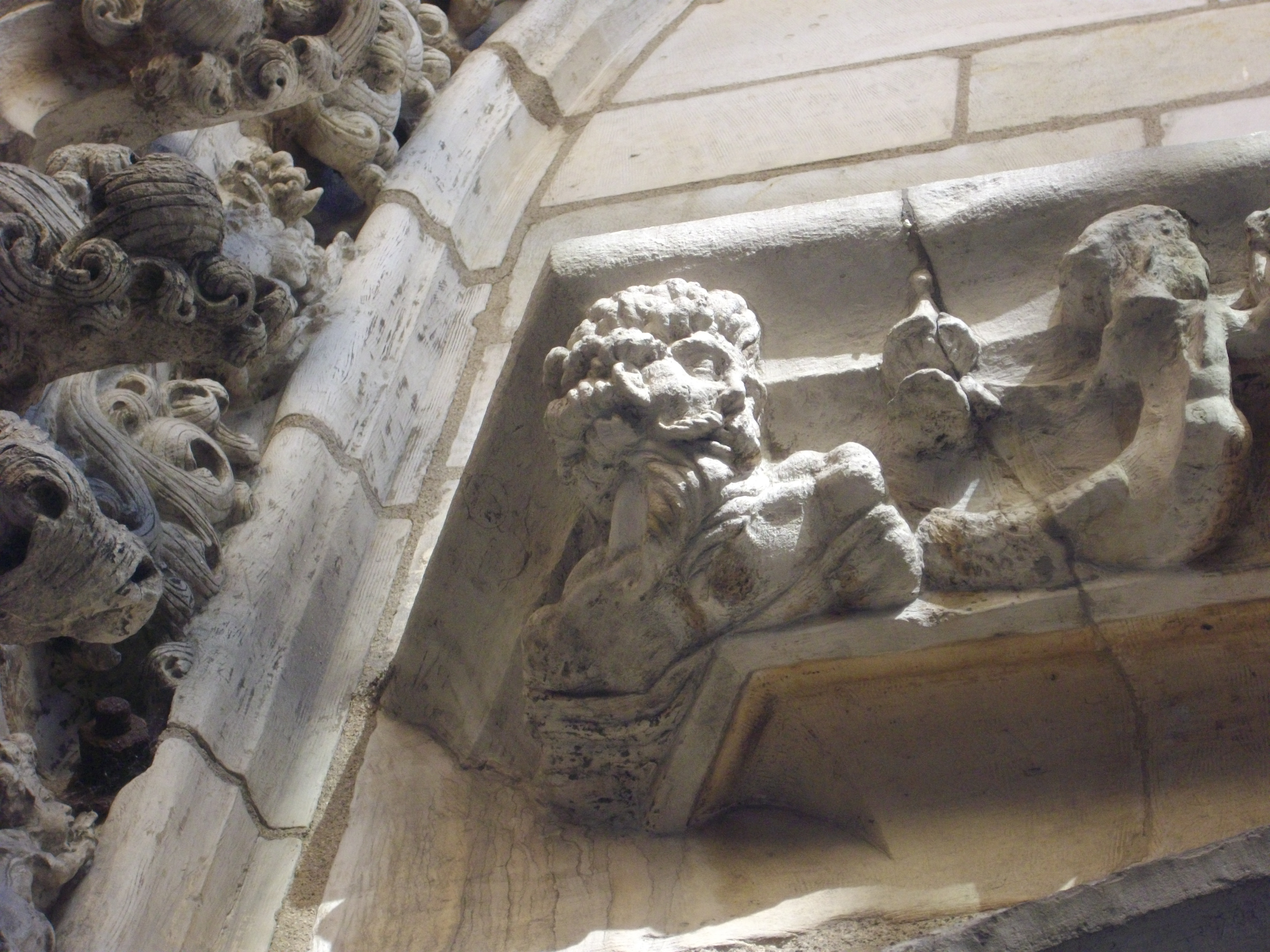
donateur
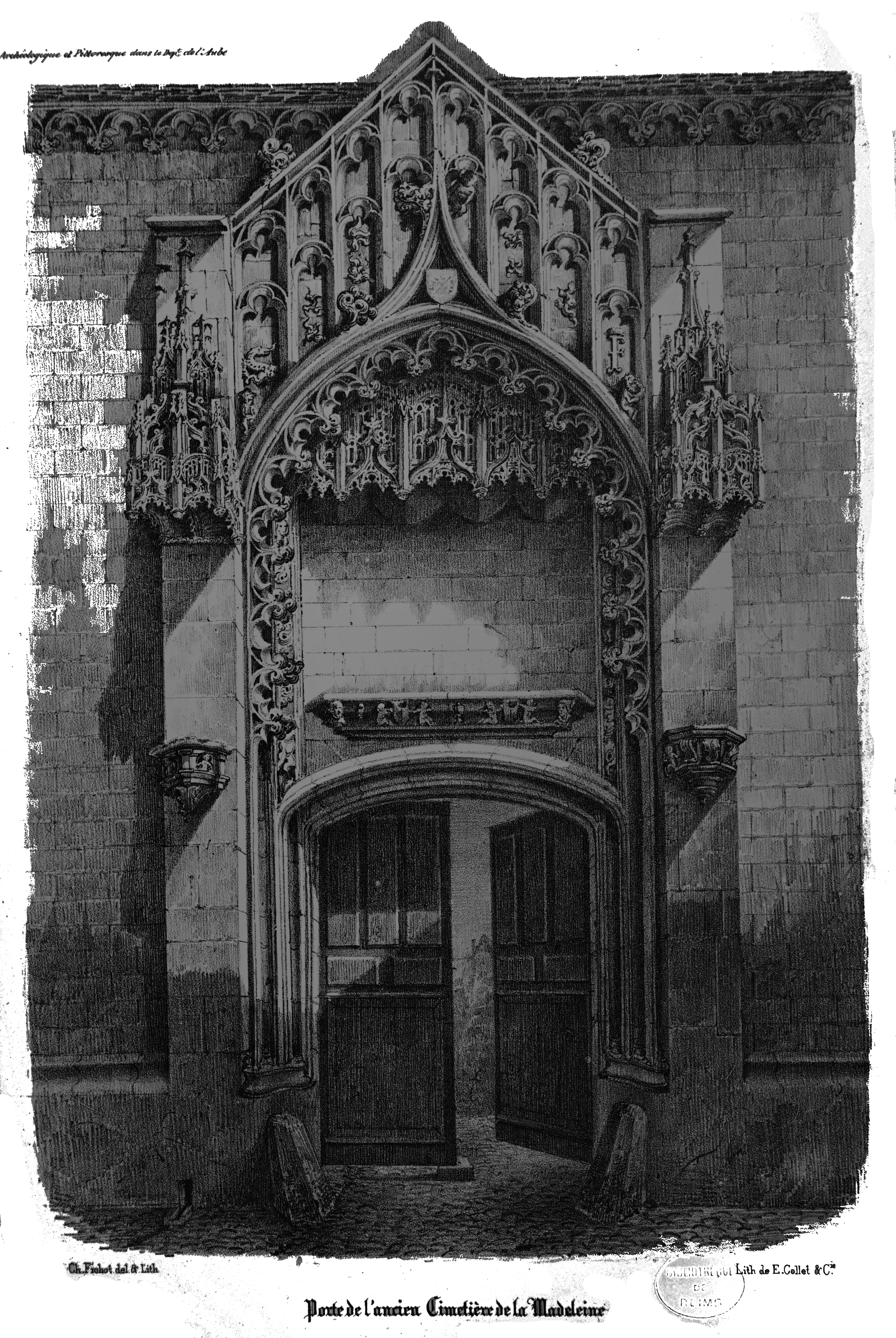
portail d'entrée par Fichot.